# NGC 7490
NGC 7490 este o galaxie spirală situată în constelația Pegas. A fost descoperită în 11 octombrie 1879 de către Édouard Stephan⁠(d).